# Huey Richardson
Huey L. Richardson, Jr. (* 2. Februar 1968 in Atlanta, Georgia) ist ein ehemaliger professioneller American-Football-Spieler.
Er spielte für zwei Saisons in der National Football League (NFL) auf der Position Defensive End.
Richardson spielte zusätzlich College Football für die University of Florida und erhielt All-American-Ehrungen.
Er wurde in der ersten Runde im NFL-Draft 1991 von den Pittsburgh Steelers an 15. Position ausgewählt. Außerdem spielte er noch für die Washington Redskins und die New York Jets in der NFL.